# Robert Matera
Robert Andrzej Matera (ur. 17 października 1963 w Warszawie) – polski gitarzysta i autor muzyki w punkowo-hardcorowym zespole Dezerter, a od 1986 także główny wokalista (po odejściu Dariusza „Skandala” Hajna). Współzałożyciel grupy. W latach 1994–1998 basista w undergroundowym zespole Atomico Patibulo (udział w nagraniu płyty „Hiperglobalny żal”).

## Życiorys
Matura w 1983 roku w Technikum Elektroniczno-Mechanicznym przy ul. Generała Zajączka w Warszawie (tam powstał zespół SS-20, przemianowany wkrótce na Dezerter – skład stanowili koledzy z jednej klasy). Po maturze rozpoczął studia na Politechnice Warszawskiej, jednakże po pierwszym roku studiów porzucił Politechnikę na rzecz Akademii Teologii Katolickiej w Warszawie (Wydział Filozofii). Absolwent Podyplomowego Studium Technik Medialnych przy Polsko-Japońskiej Wyższej Szkole Technik Komputerowych w Warszawie, kierunek produkcja multimediów i telewizyjna.
Inne projekty muzyczne: muzyka do filmów dokumentalnych autorstwa Jarosława Szody i Mirosława Spychalskiego: „Karpowicz” (film o Tymoteuszu Karpowiczu, czołowym przedstawicielu tzw. poezji lingwistycznej); „W i obok” (film o Krystynie Miłobędzkiej). Współtwórca muzyki do sztuki Sama Sheparda „Kły zbrodni” (prapremiera polska w 1991 roku, w Centrum Sztuki Studio). Oprawa muzyczna do fragmentu sztuki Petera Zelenki „Opowieść o zwyczajnym szaleństwie” w reż. Dagny Jakubowskiej (Akademia Teatralna w Warszawie).
Autor muzyki do czołówki programu Kuba Wojewódzki (nadawanego w Polsacie), a także muzyka do czołówki programu „Mała Czarna” prowadzonego przez Katarzynę Montgomery, nadawanego na antenie TV4. Do zakończonych projektów można zaliczyć 13.12 (z kwartetem smyczkowym Non Stop), którego celem było stworzenie nowych aranżacji utworów Dezertera i innych utworów punkowych. Grupa zagrała kilka koncertów, m.in. w Teatrze Rozmaitości (na wspólnym koncercie z formacją Jimi Tenor), w Jazzgocie i CDQ (obok Mad Profesora).
Otwartą formułę, muzyczno-multimedialną przyjęły Neuroby. Kolejny projekt, realizowany wraz z Kostkiem Usenko. Poza koncertami, stworzyli też polskojęzyczną wersje kinową kreskówki Masjania. Producent teledysku do utworu „Brotherhood Of Man” grupy Izrael (z płyty Dża Ludzie, 2008 rok). Zawodowo (poza działalnością muzyczną): authoring DVD i montaż wideo. Od wielu lat jest wegetarianinem.
Od grudnia 2010 współpraca z grupą R.U.T.A., gościnny udział w nagraniach płyty „Gore – Pieśni buntu i niedoli XVI–XX wieku”, wydawca Karrot Kommando.

## Filmografia
- Film o pankach (1983), film dokumentalny
- Historia polskiego rocka (2008), film dokumentalny, reżyseria: Leszek Gnoiński, Wojciech Słota
- Jarocin. Po co wolność (2016, film dokumentalny, reżyseria: Leszek Gnoiński, Marek Gajczak)[2]